# オフェク

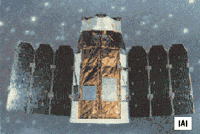
オフェク3

オフェク（Ofeq, ヘブライ語: אופק、「水平線」の意）はイスラエルの偵察衛星シリーズ。1988年にオフェク1が打ち上げられ、この衛星はイスラエルが自国で打ち上げた初の衛星であり、イスラエルは世界で8番目に自国の能力で衛星を打ち上げた国となった。
オフェクシリーズはオフェク8を除き全てパルマヒム空軍基地からシャヴィトロケットによって打ち上げられている。イスラエル・エアロスペース・インダストリーズが設計・製造を行い、エルビット・システムズのEl-Op部門が光学機器を提供している。

## 概要
正確な技術データや性能は機密扱いとなっている一方、オフェクは紫外線および可視光画像センサーを搭載し、効果的な運用の寿命は1年から3年と推測されている。初期の報道には「バグダードのナンバープレートが解読できる」ほどの能力を持った偵察衛星と書かれていたが、これは物理工学的に不可能である。最新のオフェク9の識別能力は50センチをはるかに上回っているとされる。
イスラエル以外の国は地球の自転を利用して人工衛星を載せたロケットを東に向けて打ち上げることで打上能力を向上させているが、オフェクは西の地中海に向けて打ち上げられる。これはイスラエル国内や中東の他国にロケットの部品が落下することやロケット自体を上空を通過させることを回避するためであり、打上能力の点では損失となる。オフェク以外のイスラエルの人工衛星、例えばAMOS通信衛星や、商用地球観測衛星EROS(Earth Remote Observation System)などは他国で打上げを行っている。
オフェクの軌道傾斜角は36度で、昼間に中東領域を撮影できるようになっている。中東上空を昼間に6度ほど通過するので、アメリカ合衆国やロシアの偵察衛星よりも頻繁に周辺国を監視できる。打上げから数ヵ月後にはこの最適カバー領域が低下するが、それでも中東を十分にカバーできる。
アローミサイル防衛システムとともに衛星をトルコに売却する話が持ち上がっており、実現すればトルコの軍事・諜報能力は飛躍することになる。

## 打上げ記録

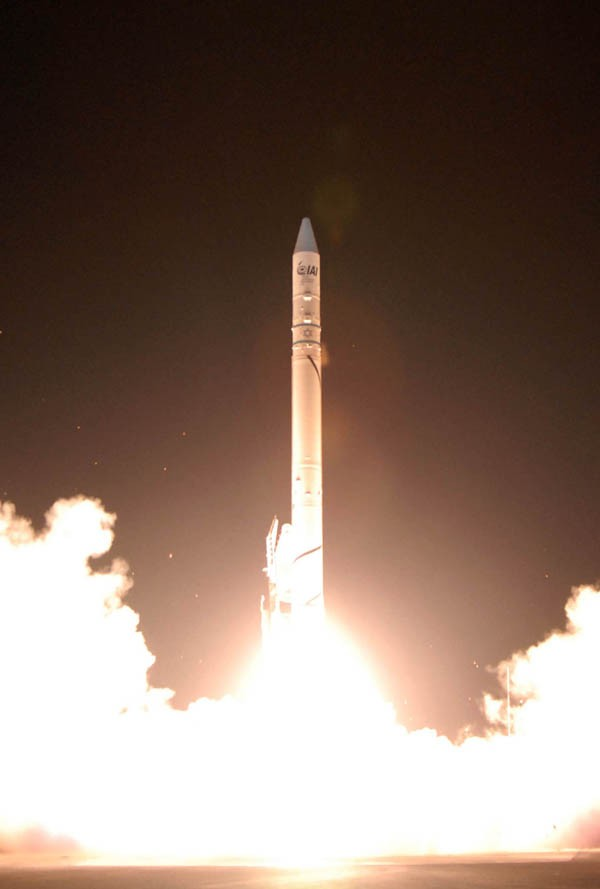
オフェク7の打上げ

オフェク1
1988年9月19日に打ち上げられた試験衛星。重量155kgで、近地点249km、遠地点1149km、軌道傾斜角142.9度の楕円軌道。主に太陽電池と無線通信の実験を行った。
オフェク2
1990年4月23日に打ち上げられた監視衛星。近地点149km、遠地点251km、軌道傾斜角143.2度の楕円軌道。通信試験も行った。
1994年9月15日にオフェク衛星が打ち上げられたが、打ち上げに失敗した。
オフェク3
1995年4月5日に打ち上げられたイスラエル初の写真偵察衛星。重量225kgでシャヴィトの新型によって打ち上げられた。
オフェク4
1998年1月22日に打ち上げられたが、ロケットが原因で軌道に到達せず、打ち上げは失敗した。
オフェク5
2002年5月28日に打ち上げられた。衛星寿命を延命するためにミッション途中で軌道変更が行われている。
オフェク6
2004年9月6日に打ち上げられたがシャヴィトの3段目が原因で軌道到達に失敗し、海に落下した。
オフェク7
2007年6月11日に改良型のシャヴィト2で打ち上げられた。
オフェク8
名称はTecSAR合成開口レーダー衛星に使用された。この衛星は2008年1月21日にインドのPSLVロケットにより打ち上げられた。
オフェク9
2010年6月22日に打ち上げられた。
オフェク10
合成開口レーダーを搭載した偵察衛星で、2014年4月9日に打ち上げられた。